# Darryl Dawkins
Darryl Dawkins (ur. 11 stycznia 1957 w Orlando, zm. 27 sierpnia 2015 w Allentown) – amerykański koszykarz, występujący na pozycji środkowego, wybrany do NBA po ukończeniu szkoły średniej. Po zakończeniu kariery zawodniczej trener koszykarski.
13 listopada 1979 roku podczas spotkania z Kansas City Kings wykonał wsad nad Billem Robinzine, podczas którego wyrwał obręcz z tablicy. Wymyślił na ten wsad cały szereg nazw: The Chocolate-Thunder-Flying, Robinzine-Crying, Teeth-Shaking, Glass-Breaking, Rump-Roasting, Bun-Toasting, Wham-Bam, Glass-Breaker-I-Am-Jam. Trzy tygodnie później powtórzył swój wyczyn w trakcie spotkania z San Antonio Spurs.
W sezonie 1984/84 ustanowił nadal aktualny rekord NBA w liczbie fauli (386).
Z powodu kontuzji opuścił finały NBA w 1988 roku, przeciw Los Angeles Lakers.

## Osiągnięcia
NBA
- 2-krotny wicemistrz NBA (1980, 1982)[3]

Inne
- 3. miejsce w Eurolidze (1992)
- Mistrz CBA (1996)
- Awans do:
  - Serie A z Auxilium Torino (1990)
  - Serie B2 z Libertas Forlì (1993)
- Zaliczony do Galerii Sław Sportu stanu Floryda (2008)[1]

Trenerskie
- Trener Roku:
  - IBA (1999)
  - USBL (1999)
- Asystent trenera podczas NBA Rookie Challenge (2002)
- 2-krotny mistrz USBL (2001, 2004)
- Wicemistrz USBL (2003)
- Finalista dywizji IBA (1999)